# 8605-ös mellékút (Magyarország)
A 8605-ös számú mellékút egy közel 10 kilométer hosszú, négy számjegyű országos közút Győr-Moson-Sopron vármegye déli részén; a 86-os főút szili szakaszától húzódik Mihályiig.

## Nyomvonala
Szil belterületének nyugati szélén ágazik ki a 86-os főútból, annak a 135+350-es kilométerszelvénye közelében, északnyugat felé. Szinte az első métereitől a község külterületei között húzódik, mintegy másfél kilométer után pedig elhalad Szil, Páli és Zsebeháza hármashatára mellett. Ezután bő fél kilométeren át e két utóbbi község határvonalát követi, de Pálit ennél jobban nem is érinti; a második kilométerét elhagyva zsebeházi területen húzódik, a kis falu lakott területeit elérve Kossuth utca néven. Szintén e község határai között keresztezi az M86-os autóút nyomvonalát, csomóponttal, illetve nagyjából a 4. kilométere táján a Hegyeshalom–Porpác-vasútvonal nyomvonalát, Magyarkeresztúr-Zsebeháza megállóhely térségének déli szélénél. A vágányok keresztezése után ágazik ki belőle északkelet felé a 86 305-ös számú mellékút, a megállóhely és a környékére települt vállalkozások kiszolgálására.
4,3 kilométer után már Magyarkeresztúr határai, nem sokkal később pedig már annak lakott területei között húzódik, Széchenyi István utca néven. Kevéssel az ötödik kilométere után keresztezi  a település főutcájának számító 8606-os utat, majd nagyjából 5,5 kilométer megtételét követően ki is lép a község belterületéről és egyben nyugatnak fordul. 7,2 kilométer megtétele után ér Mihályi területére, és ott is ér véget, a település legkeletibb fekvésű házaitól pár méterre, beletorkollva a Pálitól idáig húzódó 8607-es útba, annak a 6. kilométere táján, mindössze pár lépésnyire attól a ponttól, ahol a 8607-es is beletorkollik a 8603-as útba.
Teljes hossza, az országos közutak térképes nyilvántartását szolgáló kira.gov.hu adatbázisa szerint 9,431 kilométer.

## Települések az út mentén
- Szil
- (Páli)
- Zsebeháza
- Magyarkeresztúr
- Mihályi

## Képgaléria

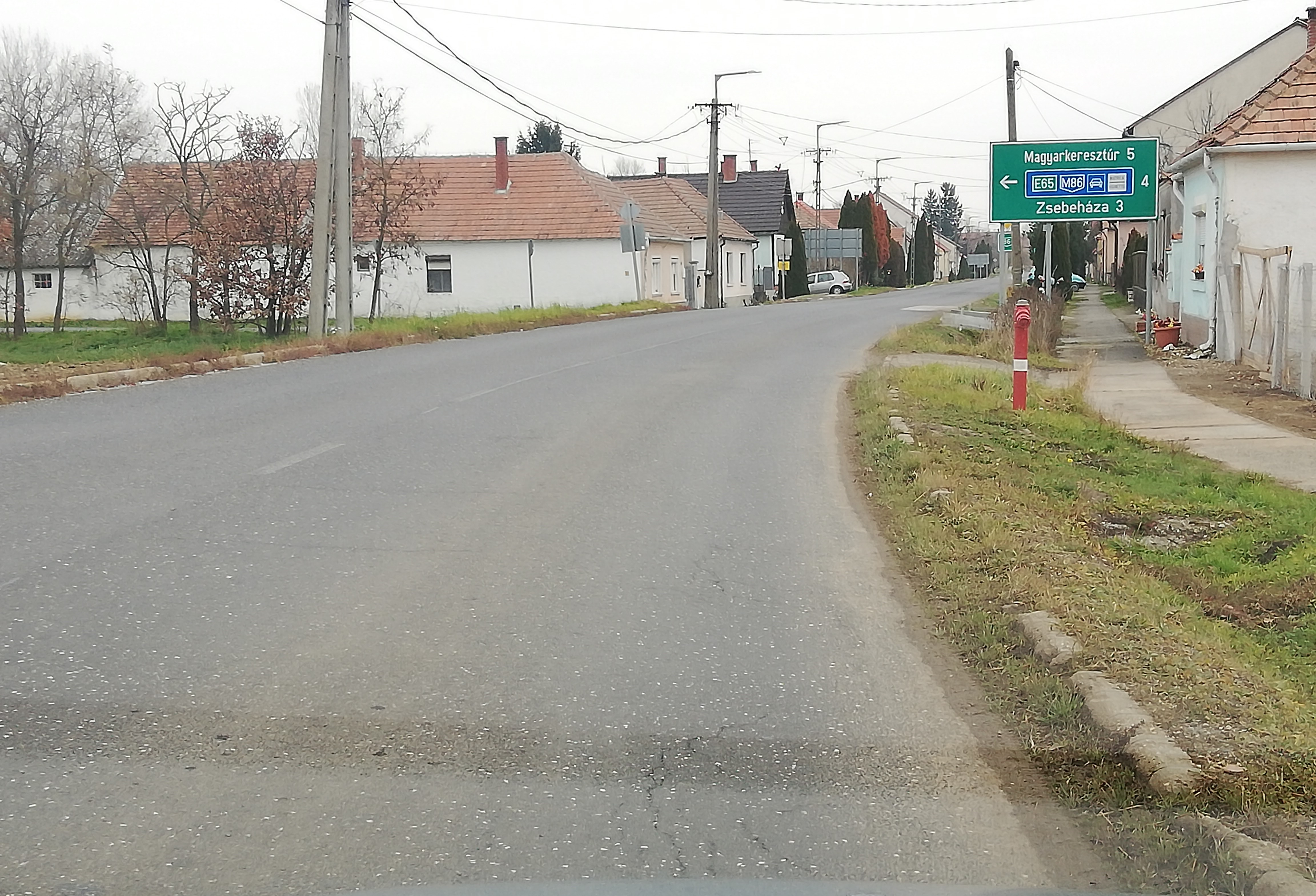
Kiágazása a 86-os főútból Szilban
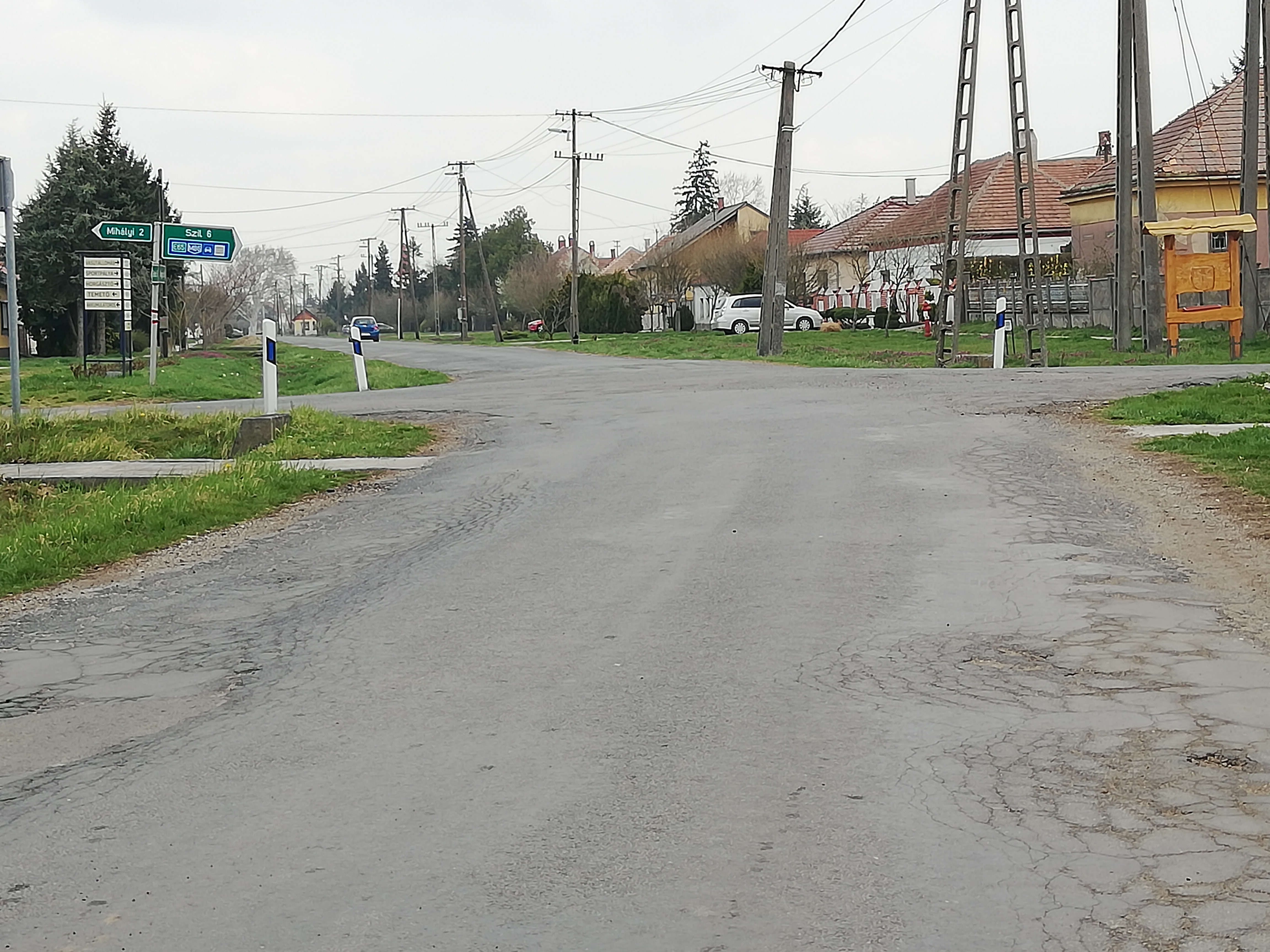
Magyarkeresztúri keresztezése a 8606-os úttal. az utóbbiról, délnyugat (Vadosfa) felől nézve
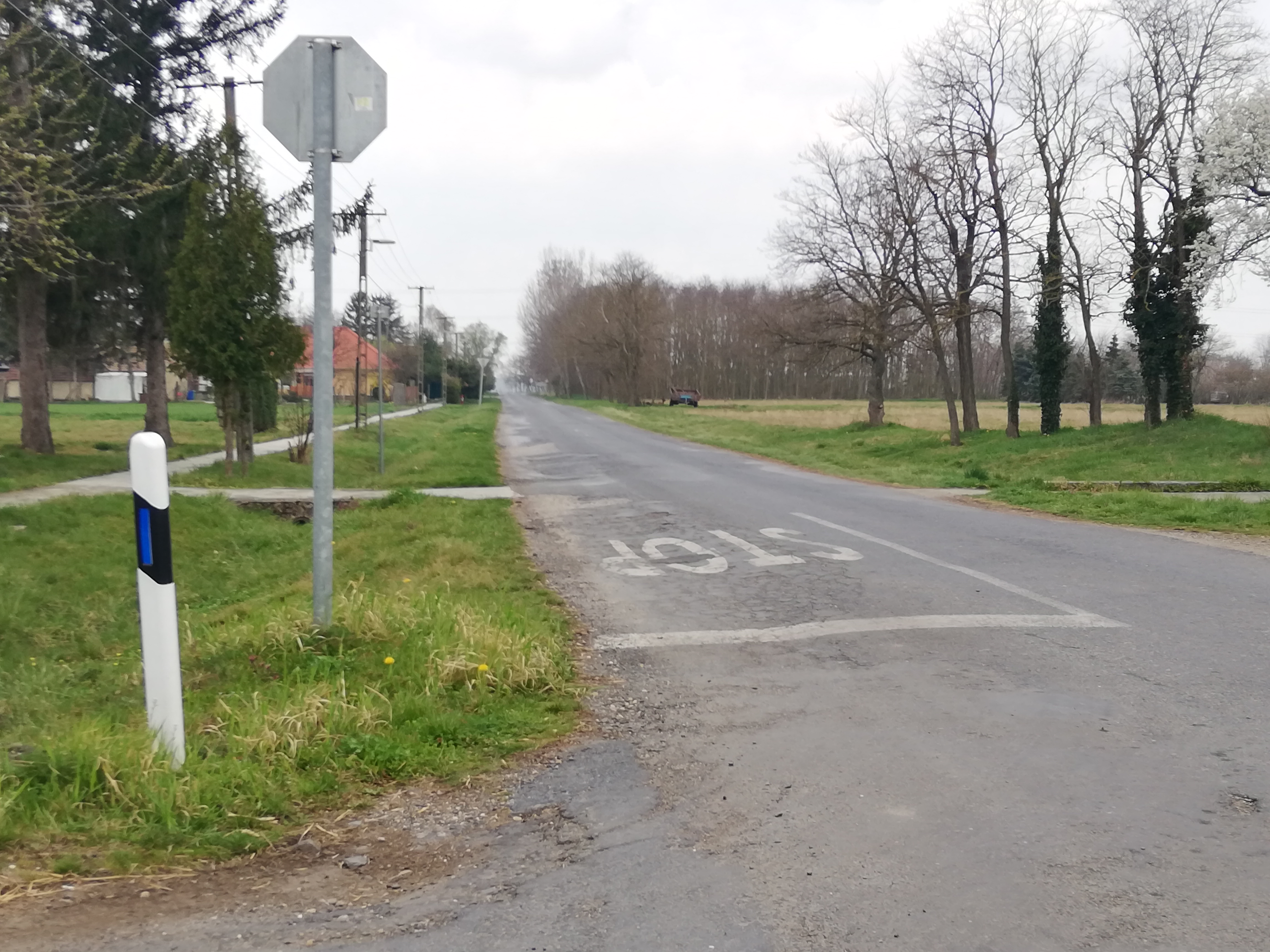
A 8606-ös úti keresztezésénél Mihályi felé nézve